# Parti communiste d'Allemagne/Marxistes-léninistes
Pour les articles homonymes, voir Parti communiste en Allemagne et KPD.
Ne doit pas être confondu avec Parti communiste d'Allemagne, Parti communiste allemand, Parti socialiste unifié d'Allemagne, Parti communiste d'Allemagne (1990) ou Parti marxiste-léniniste d'Allemagne.
Le Parti communiste d'Allemagne/Marxistes-léninistes (en allemand : Kommunistische Partei Deutschlands/Marxisten-Leninisten, abrégé en KPD/ML) était un parti politique allemand d'extrême gauche, apparu en 1968 en Allemagne de l'Ouest, et disparu en 1986.

## Historique
Le KPD/ML, né d'une scission maoïste du Parti communiste allemand (DKP), est formé en décembre 1968 lors d'un congrès organisé à Hambourg. Le fondateur et président du parti est Ernst Aust, ancien cadre du DKP. Dénonçant les compromissions avec le « système bourgeois et réactionnaire » du DKP pro-soviétique, le KPD/ML s'aligne sur la république populaire de Chine et prône une révolution violente, encourageant ses jeunes militants à s'enrôler dans la Bundeswehr pour apprendre le maniement des armes. Le parti publie un périodique, Roter Morgen et une revue théorique, Der Weg der Partei et dispose d'une organisation-paravent, Rote Hilfe e. V. (de). Le KPD/ML connaît diverses scissions durant ses premières années d'existence ; au moins quatre groupes dissidents existent en 1973. En 1975, son effectif militant se monte à environ 700 ; bien que fondé à Hambourg, il est par la suite principalement implanté dans quelques villes de Rhénanie-du-Nord-Westphalie. Le KPD/ML participe à divers scrutins durant les années 1970, mais demeure très minoritaire. Outre sa présence légale en Allemagne de l'Ouest, le parti s'efforce de constituer des cellules militantes clandestines en Allemagne de l'Est, dénonçant le régime communiste pro-soviétique comme un « État fasciste » et une « dictature bourgeoise ». 
Avec l'évolution de la République populaire de Chine vers des politiques plus réformistes et la rupture sino-albanaise, le KPD/ML s'aligne sur la République populaire socialiste d'Albanie ; en 1980, Ernst Aust est reçu par le dirigeant albanais Enver Hoxha. Le KPD/ML devient alors, en Europe, l'un des groupes les plus importants du courant « pro-albanais ». Au milieu des années 1980, le KPD/ML utilise uniquement le sigle KPD, reprenant le nom du Parti communiste d'Allemagne historique. 
Ernst Aust meurt en 1985. L'année suivante, le KPD/ML fusionne avec la principale organisation trotskiste allemande, le Groupe marxiste international, pour former un nouveau mouvement d'extrême-gauche, le Parti socialiste unifié (VSP), qui prend ensuite le nom de Verein für Solidarische Perspektiven (Association pour des perspectives solidaires). Certains membres du KPD/ML refusent la fusion au sein avec le VSP et animent un autre parti, le Kommunistische Partei Deutschlands - Roter Morgen, qui se présente comme le « vrai » KPD. Divers militants du VSP rejoignent ensuite le PDS, puis Die Linke.

## Voir également
- Maoïsme
- Hoxhaïsme
- Marxisme-léninisme
- Stalinisme
- Extrême gauche par pays
- Politique en Allemagne
- Néo-stalinisme